# Großraming
Großraming ist eine Gemeinde mit 2634 Einwohnern (Stand 1. Jänner 2024) in Oberösterreich im Bezirk Steyr-Land.

## Geografie
Großraming liegt im zum Traunviertel gehörenden Oberösterreichischen Ennstal und wird von der Enns durchflossen. Die Ausdehnung beträgt von Nord nach Süd 20,3 km, von West nach Ost 12 km. 70,9 % der Fläche sind bewaldet, 23 % landwirtschaftlich genutzt.
Die Berge im Westen sind das Reichraminger Hintergebirge (Teil der Oberösterreichischen Voralpen), die Berge östlich werden meist schon zu den Ybbstaler Alpen gerechnet. Ortsüblich fasst man die Höhen beiderseits der Enns als Enns- und Steyrtaler Voralpen und Enns- und Steyrtaler Flyschberge zusammen. Letzteres Hügelland zieht sich über das Laussatal und den Spadenberg (1000 m ü. A., als nördlichster Punkt der Gemeinde) beim Ort Großraming bis an die Enns, während der Schieferstein (1205 m ü. A., Gipfel nicht im Gemeindegebiet) talauswärts noch zu den größeren Stöcken der Kalkvoralpen gehört. Östlich erstreckt sich die Gemeinde bis an das Feichteck (1114 m ü. A.), südlich bis tief ins Hintergebirge, an den Almkogel (1513 m ü. A., höchster Punkt der Gemeinde), dem Hochkogel (1157 m ü. A., im Süden) und dem Fahrenberg (1253 m ü. A., im Westen).

### Geologie
Orografisch links der Enns wird das Gebiet dominiert von den Weyerer Bögen (Almkogelbereich). Nach Südwesten anschließend liegt die Reichraminger bzw. Ternberger Decke. Rechts der Enns werden der obere und untere Ort von Moränenböden der Riß- und Würmeiszeit geprägt. In den Pechgraben verlaufen anfänglich Kalke, anschließend Grestener Klippenzone (Sandsteine, Buntmergel bzw. exotische Granite). Als Abschluss des Gemeindebereiches Richtung Maria Neustift findet sich Neustifter Flyschzone.

### Gemeindegliederung
Das Gemeindegebiet umfasst folgende acht Ortschaften (in Klammern Einwohnerzahl Stand 1. Jänner 2024):
- Großraming – der Hauptort am rechten Ennsufer (1079)
- Neustiftgraben – das größere rechte Enns-Nebental bei Großraming, die Ortslage zieht sich bis in das Gemeindegebiet Maria Neustift (245)
- Pechgraben – das nördliche Nebental des Neustiftgrabens, Richtung Laussa (240)
- Rodelsbach – ein linkes Enns-Nebental unterhalb von Großraming (75)
- Lumplgraben – das größere linke Enns-Nebental bei Großraming, mit der Bahnhaltestelle (655)
- Brunnbach – Hintertal des Lumplgrabens (76)
- Hintstein – rechtes Nebental der Enns taleinwärts (209)
- Oberplaißa – linkes Nebental der Enns auf Höhe Hintstein (55)

Die Gemeinde besteht aus den Katastralgemeinden Hintstein (Großraming und Hintstein), Lumpelgraben (innerer Lumplgraben mit Brunnbach), Neustiftgraben (mit Pechgraben) und Oberplaißa (Rodelsbach, äußerer Lumplgraben und Oberplaißa).
Zählsprengel sind Großraming-Zentralgebiet (für Großraming mit Bahnhofsgebiet) und Großraming-Umgebung für den Rest der Gemeinde.
Die Gemeinde gehört zum Gerichtsbezirk Steyr. Vor 1. Jänner 2014 war sie Teil des Gerichtsbezirks Weyer.

### Nachbargemeinden
| Laussa      | St. Ulrich bei Steyr                        | Maria Neustift |
| Reichraming | Kompassrose, die auf Nachbargemeinden zeigt | Gaflenz        |
|             |                                             | Weyer          |

## Geschichte

### Ortsgeschichte
Ursprünglich im Ostteil des Herzogtums Bayern liegend, gehörte der Ort seit dem 12. Jahrhundert zum Herzogtum Österreich. Seit 1490 wird er dem Fürstentum Österreich ob der Enns zugerechnet. Die erste dichtere Besiedlung erfolgte ca. 1200 bis 1300, teils im Wald und teils in Höhlen direkt an der Enns. Mit steigender Bevölkerungszahl bekam der Ort, wohl in Abgrenzung zu Kleinraming am Ramingbach bei Steyr, den Namen Großraming. Der hiesige Ramingbach hieß ursprünglich Rubinicha, slowenisch für ‚Fischbach‘ – heute heißt er nach Maria Neustift Neustiftbach. Der Ort wird als Röming, Remink, Raumnich genannt. Abt Berthold von Garsten ließ durch seine Mönche die Gegend von Großraming roden und am linken Ennsufer einen Hof errichten, der nach dem Kloster Garsten den Namen Garstenau erhielt. Um 1200 n. Chr. stand bereits das erste Holzkirchlein in Großraming. 1390 wurde ein Platz für einen Pfarrhof gekauft, 1392 wurde der Ort eine eigene Pfarre. 1513 wurde die Steinkirche im gotischen Baustil errichtet, 1707 nach Osten hin im barocken Baustil erweitert. 1936 baute man sie nach Westen aus (Empore und Orgel). Der Hl. Jakobus ist der Schutzheilige der Kirche.
Großraming gehört zum oberösterreichischen Teil der Eisenwurzen, in der seit dem Mittelalter die Kleineisenindustrie eine bedeutende Rolle spielte. An den zahlreichen Mühlen wurde das Eisen vom Erzberg verhüttet. Daneben spielte die Holzgewinnung eine wichtige Rolle, besonders die Flößerei von Brennholz bis nach Wien wie auch die Gewinnung von Holzkohle für die Traunviertler und obersteirische Industrie.
Während der Napoleonischen Kriege war Großraming mehrfach besetzt. Wichtigstes Ereignis des 19. Jahrhunderts war der Bau der Kronprinz Rudolf-Bahn (heutige Rudolfsbahn) 1869.
Seit 1918 gehört es zum Bundesland Oberösterreich. Nach dem Anschluss Österreichs an das Deutsche Reich am 13. März 1938 gehörte der Ort zum Gau Oberdonau. Ein Nebenlager des KZ Mauthausen wurde errichtet. Es war ein Arbeitslager und diente zum Bau des Ennskraftwerkes Großraming. Außerdem wurden zwei Brücken und die Aschasiedlung errichtet, um die Bewohner der eingestauten Häuser umzusiedeln. Zum Ende des Zweiten Weltkriegs trafen sich an der Enns die amerikanischen Streitkräfte und die Rote Armee. Von 10. Mai bis 27. Juni 1945 war Großraming entlang der Flussgrenze der Enns geteilt. Das nördliche Großraming (Hintstein, Oberer und Unterer Ort, Pechgraben, Neustiftgraben) war von den Sowjets besetzt, der südliche Teil (Oberpleißa, Lumplgraben, Brunnbach, Rodelsbach) von den USA. Danach, bis zur Unterzeichnung des Österreichischen Staatsvertrages am 15. Mai 1955 befand sich Großraming in der amerikanischen Besatzungszone.
1956 kam es zu einem Grundtausch zwischen der Pfarre und dem Edtbauerngut, zum sogenannten Tausch "Alter Pfarrhof - Großedtbauerngut". Die Pfarre unter dem damaligen Pfarrer Ignaz Singer, der 1958 zum Dechant des Dekanates Weyer ernannt wurde, erhielt in Folge dieses Tausches das Edtbauerngut. Daraus wurden ca. 100 Bauparzellen für Siedler geschaffen, des Weiteren wurde 1956/57 ein neuer Pfarrhof mit Pfarrheim in zentraler Lage gebaut.
Großraming war der Drehort für die Fernsehreihe Die Landärztin.

### Einwohnerentwicklung
1991 hatte die Gemeinde laut Volkszählung 2.817 Einwohner, 2001 waren es 2.760. 2011 war die Einwohnerzahl auf 2.687 gesunken und erreichte 2015 wieder den Wert 2.724. 2019 zählte die Gemeinde 2.684 Einwohner.

## Hauptort der Gemeinde
Hauptort ist das Dorf Großraming. Der Ort befindet sich 20 Kilometer südöstlich von Steyr. Es liegt direkt am rechtsufrig der Enns, etwas erhöht auf einem flachen Sporn an der Mündung des Neustiftbachs, auf um die 450 m ü. A. Höhe, und bis an die Enns hinunter an die B115 Eisenbundesstraße (Schellnau, Bertholdsiedlung). Durch den Rückstau des Kraftwerks Großraming ist nicht nur die Enns hier stehend, sondern auch die Neustiftbach-Mündung fjordartig ersoffen. Die Normalhöhe des Wassers ist 370 m ü. A. Auf der anderen Seite des Neustiftbachs liegt die zur Ortschaft gehörige Aschausiedlung. Richtung Neustiftgraben findet sich oberhalb auch die Lehnersiedlung. Die Ortschaft umfasst knapp 300 Adressen mit etwa 1000 Einwohnern, ein gutes Drittel der Gemeindebevölkerung.
Die Ortschaft gehört zur Katastralgemeinde Hintstein. Zu Großraming-Zentralgebiet (ein Zählsprengel der Gemeinde) gehören auch auf der anderen Ennsseite die auswärtigen Teile von Lumplgraben, die Lumplgraben-Siedlung und Garstenau (gehören zur Katastralgemeinde Oberplaißa), wo auch die Haltestelle der Rudolfsbahn liegt.
| Pechgraben (O)                               | Neustiftgraben (O)                          |                          |
| Arzberg (O, Gem. Reichraming) Aschausiedlung | Kompassrose, die auf Nachbargemeinden zeigt | Hintstein (O)            |
| Rodelsbach (O)                               | Enns Lumplgraben-Siedlung Lumplgraben (O)   | Garstenau Oberplaißa (O) |

Der Ort ist eine ganz junge Bildung, noch im frühen 19. Jahrhundert lagen hier nur Jakobuskirche und Kirchenwirt, ein Forsthaus, das Halbödtgut (Ortbauer), der Wirt in der Schellnau und einige Höfe oberhalb und am Neustiftbach. Die gesamte Ortschaft umfasste mitsamt dem anderen Ennsufer etwa 50 Häuser und um die 500 Einwohner. Die Ortsentwicklung setzte erst mit dem Zweiten Weltkrieg ein, 1923 hatte die Ortschaft 66 Häuser, 1951 100 Häuser, und schon um die 1000 Einwohner wie heute.

## Kultur und Sehenswürdigkeiten
- Großraming ist seit 1988 ein Zentrum der Kammermusik und Standort des Europäischen Kulturforums Großraming. Aus den Meisterkursen und Konzerten entstand 2004 die internationale European Chamber Music Academy. Großraming ist Veranstaltungsort beim Kalkalpen Kammermusik Festival.[7]

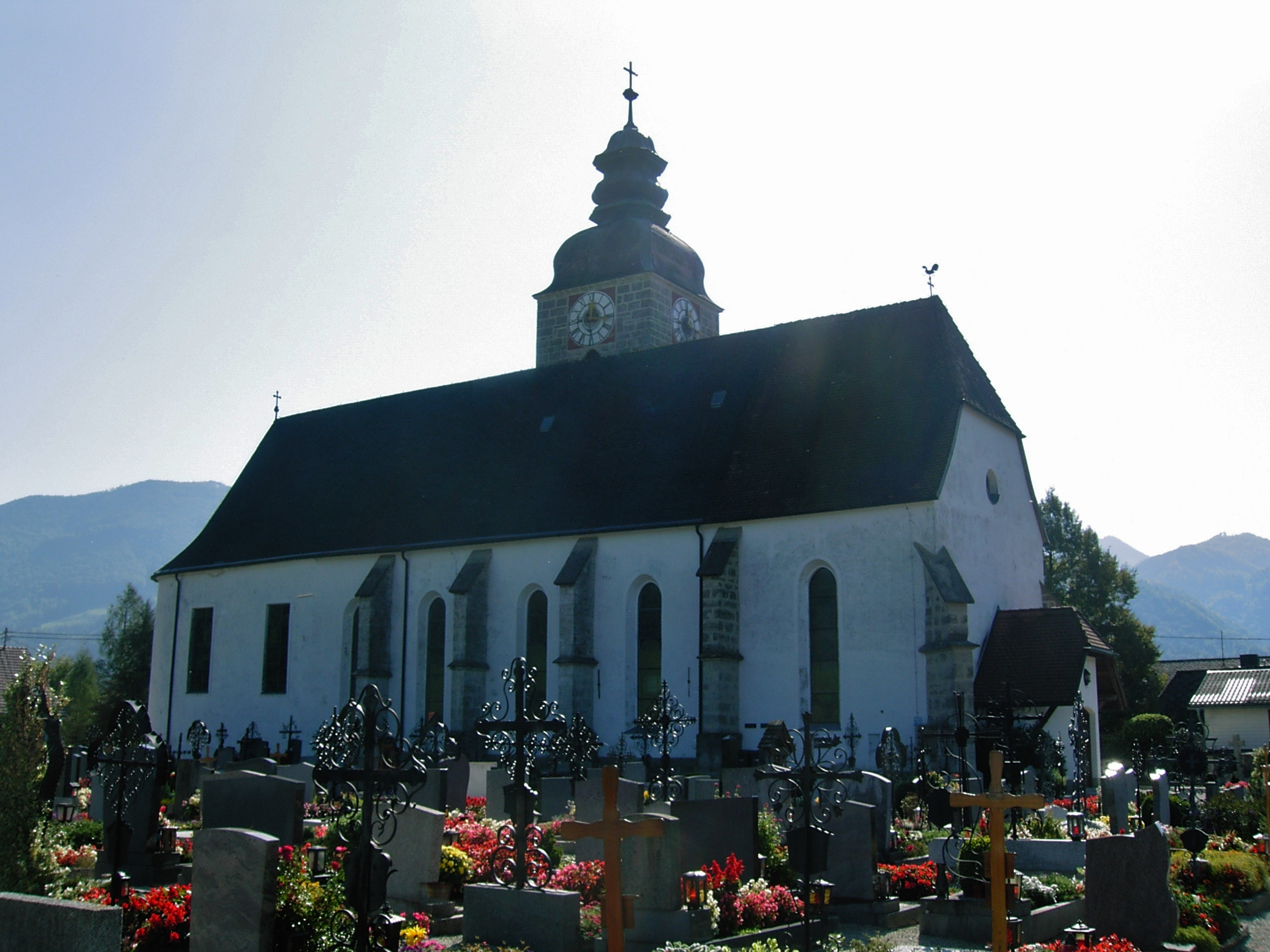
Pfarrkirche Großraming

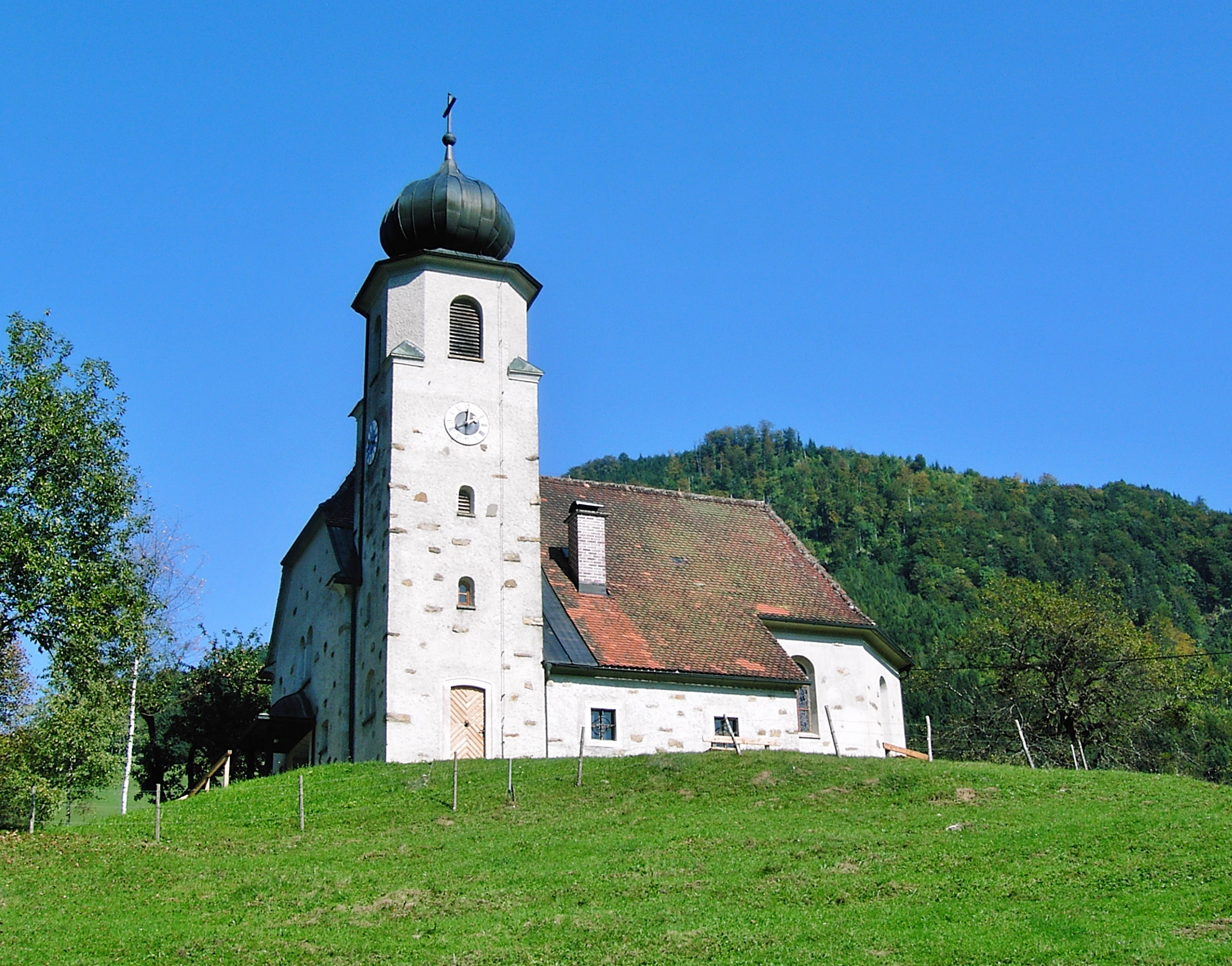
Filialkirche Brunnbach

- Katholische Pfarrkirche Großraming hl. Jakobus der Ältere
- Katholische Filialkirche Brunnbach Heilige Familie in Brunnbach erbaut nach Plänen von Hans Foschum
- Buch-Denkmal: Das Buch-Denkmal ist ein Naturdenkmal und stellt eine geologische Ausnahme am Rande der Kalkalpen dar. Bis zu 15 m hohe Granitblöcke bilden das Andenken an den Geologen Christian Leopold von Buch (1774–1853, zählt zu den bedeutendsten Geologen des 19. Jahrhunderts).
- Hängeseilbrücke: Die Seilbrücke in Metallbauweise wurde im Jahr 2009 errichtet. Sie führt vom Ennsradweg über die Enns zum Floßfahrtsteg, ist 115 Meter lang und schwebt zwischen 6 und 12 Meter über dem Wasserspiegel.
- Thematischer Wanderweg Knappenweg: Ein leichter Wanderweg mit vielen Informationen über den ehemaligen Kohleabbau und die Arbeits- und Lebensverhältnisse der Bergarbeiter.
- Planetenweg im Maßstab 1:1 Mrd.: Auf einer Länge von ca. 4,5 km entlang des Wanderweges E46 vermitteln Schautafeln Wissenswertes über die Planeten unseres Sonnensystems und weitere Themen rund um das Weltall.[8]

## Wirtschaft und Infrastruktur

### Ansässige Unternehmen
- Gebrüder Haider (Bauunternehmen)

### Verkehr
Die Enns bildete über Jahrhunderte die wichtigste Verkehrsverbindung Großramings. Floß- und Schifffahrt wurde betrieben, um Holz und verarbeitetes Eisen flussabwärts zu bringen, von Pferden gezogene Zillen brachten die benötigten Waren flussaufwärts. Die dadurch gebildeten Treppelwege wurden zur Eisenstraße. Mit der Eröffnung des Teilstücks Steyr–Küpfern der Rudolfsbahn 1869 wurde Großraming an das Eisenbahnnetz angeschlossen. Die Schifffahrt auf der Enns wurde damit aufgegeben. Die Flößerei endete erst mit Inbetriebnahme der Ennskraftwerke. Heute ist die wichtigste Straßenverbindung nach Großraming die B115 Eisenbundesstraße am rechten Ennsufer. Am linken Ennsufer bieten die ÖBB regelmäßige Verbindungen nach Steyr und Linz.

### Bildung
- Pfarrcaritas-Kindergarten
- Volksschule Großraming
- Mittelschule Großraming
- Polytechnische Schule Großraming
- Landesmusikschule Großraming
- Volkshochschule der Arbeiterkammer

### Vereine
Großraming bietet über Vereine eine große Zahl von Sportaktivitäten an:
- Alpenverein Großraming
- Fußballverein Großraming
- Stockschützenverein Großraming
- Tennisverein ASKÖ
- SC Pechgraben
- Naturfreunde Großraming
- ASVÖ Volleyball Großraming

### Regelmäßige Veranstaltungen
- Perchtenlauf: Der alljährliche Perchtenlauf findet im Dezember statt, mit dabei sind die heimischen Raminger Rauhgrom-Teufel und viele andere Perchtengruppen.
- Powerman: Der Powerman-Duathlon findet jedes Jahr statt. Die Laufstrecke ist in der Nachbargemeinde Weyer, die Radstrecke führt durch Großraming hindurch. Zahlreiche kleine Gewerbe gestalten das Event in der Ortschaft.
- Großraminger Ortslauf

## Politik
Der Gemeinderat hat 25 Mitglieder.
- Mit den Gemeinderats- und Bürgermeisterwahlen in Oberösterreich 2003 hatte der Gemeinderat folgende Verteilung: 14 ÖVP, 8 SPÖ, 2 Sonstige und 1 FPÖ.[9]
- Mit den Gemeinderats- und Bürgermeisterwahlen in Oberösterreich 2009 hatte der Gemeinderat folgende Verteilung: 15 ÖVP, 9 SPÖ und 1 UBL.[10]
- Mit den Gemeinderats- und Bürgermeisterwahlen in Oberösterreich 2015 hatte der Gemeinderat folgende Verteilung: 14 ÖVP, 8 SPÖ und 3 Umweltbürgerliste Großraming (UBL).[11]
- Mit den Gemeinderats- und Bürgermeisterwahlen in Oberösterreich 2021 hat der Gemeinderat folgende Verteilung: 14 ÖVP, 8 SPÖ und 3 Umweltbürgerliste Großraming (UBL).[12][13]

### Bürgermeister
Bürgermeister seit 1850 waren:
- 1850–1855 Joseph Waasi
- 1855–1860 Caspar Stieglehner
- 1860–1864 Leopold Aschauer
- 1864–1876 Mathias Staudinger
- 1876–1882 Johann Kronsteiner
- 1882–1891 Jakob Ahrer
- 1891–1897 Franz Moisl
- 1897–1906 Johann Kopf
- 1906–1912 Josef Wagholminger
- 1912–1919 Karl Haider
- 1919–1922 Johann Schraml
- 1922–1924 Karl Haider
- 1924–1924 Ludwig Schoisswohl
- 1924–1929 Silvester Brenn
- 1929–1938 Franz Kronsteiner
- 1938–1945 Leopold Ahrer
- 1945–1949 Stefan Kopf
- 1949–1967 Franz Kronsteiner
- 1967–1984 Rudolf Jaksch
- 1984–2002 Johann Einzenberger
- 2002–2020 Leopold Bürscher (ÖVP)[15]
- seit 2020 Günther Großauer (ÖVP)

### Wappen
| | Blasonierung: „In Blau ein goldener, rot bezungter und rot bewehrter Löwe, der mit den Vorderpranken einen goldenen, einwärts gekehrten Krummstab hält.“ |
| Wappenbegründung: Der Löwe findet sich im Wappen des Steyrer Bürgermeisters Johann Egger von Marbach. Dieser besaß in Großraming vorübergehend die Hammerwerke Ascha und Gmünd. Der Abtstab kennzeichnet Großraming als ehemalige Garstener Klosterpfarre. Blau-Gelb sind die Farben der Losensteiner, zu deren Grundherrschaft einst neben Streubesitz im heutigen Gemeindegebiet die Ortschaft Hintstein zählte. Verleihung des Gemeindewappens 2. März 1970. Die Gemeindefarben sind Blau-Gelb-Blau. | |

### Regionalpolitik
Großraming gehört zum Tourismusverband Steyr und die Nationalpark Region.

### Gemeindepartnerschaften
- seit 1979 Aicha vorm Wald (Niederbayern)[17]

## Persönlichkeiten

### Ehrenbürger der Gemeinde
- Dr. Josef Ratzenböck
- Bgm. a. D. Leopold Bürscher

### Söhne und Töchter der Gemeinde
- Franz Steininger (1922–1991), Politiker und Abgeordneter zum Nationalrat
- Rudolf Angerer (1923–1996), Karikaturist und Zeichner (u. a. in Büchern von Ephraim Kishon)
- Balduin Sulzer (1932–2019), römisch-katholischer Ordenspriester und Komponist
- Kurt Gartlehner (* 1952), ehemaliger Abgeordneter im österreichischen Nationalrat
- Wolfgang Ammer (* 1953), Karikaturist
- Johannes Rohrweck (* 1990), Freestyle Skifahrer